# Mollington (Cheshire)
Mollington è un villaggio e parrocchia civile dell'Inghilterra, appartenente alla contea del Cheshire.